# UTC+12:45
43°59′00″ пд. ш. 176°27′00″ сх. д. / 43.98333333° пд. ш. 176.45° сх. д.
UTC+12:45 — часова зона, яка використовується на островах Чатем, що входять до складу Нової Зеландії як один з 17-и районів. Зміщення від всесвітнього часу +12 годин 45 хвилин, а від київського — на 9 годин і 45 хвилин більше.
Вперше запроваджено 1 січня 1957 року. Час UTC+12:45 не використовується щорічно з останньої неділі вересня (02:45 CHAST) до першої неділі квітня (02:45 CHAST), оскільки єдина територія, яка використовує його як стандартний, у цей період живе за літнім часом — UTC+13:45
Літерні позначення: CHAST, M†

## Часова зона, яка використовує UTC+12:45
- Чатемський стандартний час

## Використання

### Постійно протягом року
Зараз не використовується

### З переходом на літній час
- Нова Зеландія — част.:
  - Острови Чатем

### Як літній час
Зараз не використовується

## Історія використання

### Як стандартний час
- Нова Зеландія — част.:
  - Острови Чатем — з 1 січня 1957